# Нафпактос
Навпакт или Нафпактос (греч. Ναύπακτος) — город в Греции. Город расположен на северном берегу Коринфского залива недалеко от устья залива, вблизи от моста Рион — Андирион. Город расположен в 15 километрах к северо-востоку от Патры, административного центра периферии Западная Греция и в 215 километрах к западу от Афин. Административный центр общины (дима) Нафпактия в периферийной единице Этолия и Акарнания в периферии Западная Греция. Население 13 415 жителей по переписи 2011 года, второй по величине город периферийной единицы. Площадь 16,725 квадратного километра.
Название города образовано комбинацией двух греческих слов «нафс» (ναῦς) — корабль и «пигнуми» (πήγνυμι) — «строить», то есть название города можно перевести как место, где строят корабли.

## История
В греческих мифах Навпакт был местом, где Гераклиды построили свой флот, чтобы переправиться на Пелопоннес. В исторические времена принадлежал области Локрида Озольская. В 455 году до н. э. во время Малой Пелопоннесской войны в Навпакте поселились восставшие против Спарты илоты из Мессении. Став союзником Афин Навпакт служил важным опорным пунктом для афинян во время Пелопоннесской войны. В 429 году до н. э. близ города произошла морская битва при Навпакте, имевшая важное значение в начальный период войны. После поражения Афин в Пелопоннесской войне мессинцы были изгнаны из города и он перешел в руки локров. Затем городом завладели жители Ахейи, у которых город отнял фиванский полководец Эпаминонд. После гибели Эпаминонда в битве при Мантинее и последовавшем после этого ослаблении Фив городом вновь овладели ахейцы.
При усилении Македонии в 340-е годы до н. э. Филипп II завоевал Фокиду и ввел македонский гарнизон в Навпакт. Далее исторические сведения противоречивы. Страбон пишет, что Навпакт, являвшийся владением ахейцев, был передан Филиппом, в силу прежнего обещания македонским союзникам-этолийцам. Вопреки данным Страбона, свидетельство, восходящее к Феопомпу, заставляет видеть в Филиппе, напротив, союзника ахейцев в борьбе за Навпакт: там говорится, что после взятия города Филиппом то ли сами ахейцы уничтожили весь гарнизон Навпакта, то ли это сделал македонский царь по их решению. Отсюда и неоднозначность в суждениях современных исследователей. Большинство авторов, считая, что во фрагменте Феопомпа содержится ошибка, склонны думать (традиционная точка зрения), что Навпакт все же был передан македонским царем этолийцам. Однако Э. Босворт высказал по этому поводу иное мнение: нужно доверять фрагменту Феопомпа, Филипп не выполнил своих обещаний и не отдал Навпакт этолийцам, и тогда они сами захватили город (зима 338/37 г. до н. э.); итогом была карательная экспедиция, истребление этолийского гарнизона и возвращение Навпакта ахейцам (весна 337 г. до н. э.); Этолийский союз был тогда распущен. Между тем подобная точка зрения сравнительно недавно подверглась критике со стороны С. К. Сизова, который, по сути дела, вернулся к традиционному взгляду на судьбу Навпакта.
При ослаблении Македонии в III веке до н. э. город вошел в состав Этолийского союза. В 191 году до н. э. римляне осадили этолийцев в городе, заставили их сдаться и передали город в состав Локриды. В конце II века до н. э. город вошел в состав римской провинции Ахайя. Во времена правления императора Юстиниана I в 553 году нашей эры город был полностью разрушен при землетрясении и отстроен заново. Город был церковным центром, в Навпакте была резиденция митрополита. Навпакт входил в состав византийской фемы Никополис, был крупным торговым и религиозным центром в Западной Греции.
В Средние века город назывался Лепанто. После Четвёртого крестового похода в 1205 году город входит в состав греческого Эпирского царства. После развала Эпирского царства на короткий период (1358—1374) город входил в состав государства Деспотат Ангелокастрон и Лепанто, в котором был одним из двух столиц. В 1374 году вошел в состав Деспотата Арты. В 1401 году был завоеван Венецией. Венецианцы укрепили город и построили на вершине холма крепость Кастро, которая в 1477 году смогла выдержать четырехмесячную осаду Османской империи (крепостные стены и башни сохранились до наших дней). Но в 1499 году город всё-таки был завоеван турками и стал частью Османской империи. В 1571 году близ города произошла одна из крупнейших морских битв в мировой истории — Битва при Лепанто. Несколько лет тому назад, на морском бастионе у входе в гавань, был установлен памятник Сервантесу, который был участником сражения, где получил 3 ранения, в результате которых он потерял свою руку.
В 1674 году венецианцам удалось вернуть себе Лепанто, но по условиям Карловицкого мира 1699 года они обменяли его на Морею.
Навпакт был одним из центров Греческой войны за независимость. Здесь принял мученическую смерть Георгиос Анемояннис, герой Греческой революции и один из первых брандеристов греческого флота. С 1829 года город входит в состав независимого государства Греция.

## Население
| Год  | Население, человек |
| ---- | ------------------ |
| 1991 | 11 191             |
| 2001 | 13 254             |
| 2011 | ↗ 13 415           |

## Города-побратимы
Понтеведра, Испания

## Известные уроженцы
- Стаматис Стаматиу – известный греческий писатель-сатирик, политик, отличился в боях Второй Балканской войны.